# Petr Dolejš
Petr Dolejš (* 1. dubna 1986) je český fotbalový záložník momentálně hrající za třetiligový celek FC Velké Meziříčí.

## Kariéra
S fotbalem začal v TJ Sokol Mirovice, v roce 1994 společně s bratrem Rostislavem, který se objevil i v 1. lize v dresu Blšan, přešel do FK Písek. Tady prošel mládežnickými výběry a zahrál si i za áčko. Postupně se také přeorientoval ze středního záložníka na krajního. V roce 2007 přestoupil do SK Strakonice 1908, který hrál divizi. Na podzim téhož roku si jej František Straka vybral na testy do SK Dynamo České Budějovice, v zimě pak nastoupil do přípravy budějovického áčka. Debutu v Gambrinus lize se dočkal 2. března 2008 v Mladé Boleslavi. Nový trenér Jan Kmoch, který po sezoně Straku nahradil, ovšem začal sázet na nové posily – Fernanda Hudsona s Pavlem Mezlíkem – a Dolejš odešel hostovat do FC Zenit Čáslav, kterou vedl Miroslav Koubek. Po návratu z hostování doufal, že se prosadí do základu, ale Pavel Tobiáš dával přednost jiným hráčům. Pro špatné výsledky však byl brzy odvolán a nový trenér Jaroslav Šilhavý začal dávat Dolejšovi častěji příležitost hrát v zápasech. Ovšem na konci podzimu byl přeřazen do "béčka".
V zimě 2010 přestoupil do FC Vysočina Jihlava, odkud v zimě 2012 přestoupil do FK Teplice. Na konci ledna 2013 byl poslán na hostování do MAS Táborsko. V prosinci 2013 v Teplicích skončil.

## Úspěchy
- FC Zenit Čáslav – 2. místo ve 2. lize (2008/09)